# Record dei campionati europei di atletica leggera
I record dei campionati europei di atletica leggera rappresentano le migliori prestazioni di atletica leggera stabilite nell'ambito dei campionati europei di atletica leggera.

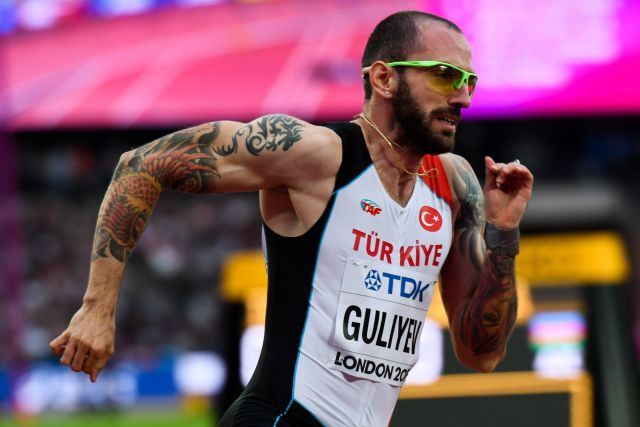
Il turco Ramil Guliyev detiene il record dei campionati sui 200 m

I campionati europei di atletica leggera sono un evento che si tiene ogni due anni (fino al 2010 ogni quattro anni), e che vide la sua prima edizione nel 1934. Vedono la partecipazione di atleti la cui federazione nazionale di appartenenza sia membro della European Athletic Association, la federazione continentale europea che organizza i campionati.
Il Regno Unito detiene il maggior numero di record dei campionati con un totale di 10, seguito dall'ex Germania Est con 7 record complessivi. Più staccate Francia e Russia con 5 primati totali. Le tedesche Marita Koch e Heike Drechsler sono le uniche atlete che detengono più di un record dei campionati: la Koch, oltre a detenere il primato dei 400 metri piani, fa anche parte della staffetta 4×400 metri della Germania Est che detiene il rispettivo primato; la Drechsler detiene invece i primati dei 200 metri piani e del salto in lungo.
Durante le varie edizioni dei campionati europei sono stati realizzati diversi primati dei campionati validi anche come record mondiale; gli unici tra questi primati che tuttora siano record mondiale sono quelli del lancio del martello e della marcia 50 km, detenuti rispettivamente dall'allora sovietico Jurij Sedych, con la misura di 86,74 m ottenuta a Stoccarda 1986, e dal francese Yohann Diniz, con il tempo di 3h32'33" stabilito a Zurigo 2014.

## Maschili
Statistiche aggiornate a Roma 2024.
| 100 m piani             | 9"95 (+0,0 m/s) | Zharnel Hughes                                                    | Regno Unito                     | 7 agosto 2018     | Berlino, Germania           |         |        |             |         |
| 100 m piani             | 9"95 (+0,1 m/s) | Marcell Jacobs                                                    | Italia                          | 16 agosto 2022    | Monaco, Germania            |         |        |             |         |
| 200 m piani             | 19"76 (+0,7 m/s) | Ramil Guliyev                                                     | Turchia                         | 9 agosto 2018     | Berlino, Germania           |         |        |             |         |
| 400 m piani             | 44"15 | Alexander Doom                                                    | Belgio                          | 10 giugno 2024    | Roma, Italia                |         |        |             |         |
| 800 m piani             | 1'43"84 | Olaf Beyer                                                        | Germania Est                    | 31 agosto 1978    | Praga, Cecoslovacchia       |         |        |             |         |
| 1 500 m piani           | 3'31"95 | Jakob Ingebrigtsen                                                | Norvegia                        | 12 giugno 2024    | Roma, Italia                |         |        |             |         |
| 5 000 m piani           | 13'10"15 | Jack Buckner                                                      | Regno Unito                     | 31 agosto 1986    | Stoccarda, Germania Ovest   |         |        |             |         |
| 10 000 m piani          | 27'30"99 | Martti Vainio                                                     | Finlandia                       | 29 agosto 1978    | Praga, Cecoslovacchia       |         |        |             |         |
| Mezza maratona          | 1h01'03" | Yeman Crippa                                                      | Italia                          | 9 giugno 2024     | Roma, Italia                |         |        |             |         |
| Maratona                | 2h09'51" | Koen Naert                                                        | Belgio                          | 12 agosto 2018    | Berlino, Germania           |         |        |             |         |
| 3 000 m siepi           | 8'07"87 | Mahiedine Mekhissi-Benabbad                                       | Francia                         | 1º agosto 2010    | Barcellona, Spagna          |         |        |             |         |
| 110 m ostacoli          | 13"02 (+1,5 m/s) | Colin Jackson                                                     | Regno Unito                     | 22 agosto 1998    | Budapest, Ungheria          |         |        |             |         |
| 400 m ostacoli          | 46"98 | Karsten Warholm                                                   | Norvegia                        | 11 giugno 2024    | Roma, Italia                |         |        |             |         |
| Salto in alto           | 2,37 m | Gianmarco Tamberi                                                 | Italia                          | 11 giugno 2024    | Roma, Italia                |         |        |             |         |
| Salto con l'asta        | 6,10 m | Armand Duplantis                                                  | Svezia                          | 12 giugno 2024    | Roma, Italia                |         |        |             |         |
| Salto in lungo          | 8,65 m (-0,3 m/s) | Miltiadis Tentoglou                                               | Grecia                          | 8 giugno 2024     | Roma, Italia                |         |        |             |         |
| Salto triplo            | 18,18 m (+0,5 m/s) | Jordan Díaz                                                       | Spagna                          | 11 giugno 2024    | Roma, Italia                |         |        |             |         |
| Getto del peso          | 22,45 m | Leonardo Fabbri                                                   | Italia                          | 8 giugno 2024     | Roma, Italia                |         |        |             |         |
| Lancio del disco        | 69,78 m | Mykolas Alekna                                                    | Lituania                        | 19 agosto 2022    | Monaco, Germania            |         |        |             |         |
| Lancio del martello     | 86,74 m | Jurij Sedych                                                      | Unione Sovietica                | 30 agosto 1986    | Stoccarda, Germania Ovest   |         |        |             |         |
| Lancio del giavellotto  | 89,72 m | Steve Backley                                                     | Regno Unito                     | 23 agosto 1998    | Budapest, Ungheria          |         |        |             |         |
| Decathlon               | 8 811 punti | Daley Thompson                                                    | Regno Unito                     | 28 agosto 1986    | Stoccarda, Germania Ovest   |         |        |             |         |
| Decathlon               | \| 100 m (v.) \| Lungo (v.) \| Peso \| Alto \| 400 m \| 110 m hs (v.) \| Disco \| Asta \| Giavellotto \| 1500 m \| \| ---------------- \| ----------------- \| ------- \| ------ \| ----- \| ---------------- \| ------- \| ------ \| ----------- \| ------- \| \| 10"26 (+2,0 m/s) \| 7,72 m (+1,0 m/s) \| 15,73 m \| 2,00 m \| 47"02 \| 14"04 (-0,3 m/s) \| 43,38 m \| 5,10 m \| 62,78 m \| 4'26"16 \| |                                                                   |                                 |                   |                             |         |        |             |         |
| Marcia 10 000 m (pista) | 45'01"8 | Josef Doležal                                                     | Cecoslovacchia                  | 1954              | Berna, Svizzera             |         |        |             |         |
| Marcia 20 km (strada)   | 1h18'37" | Francisco Javier Fernández                                        | Spagna                          | 6 agosto 2002     | Monaco di Baviera, Germania |         |        |             |         |
| Marcia 50 km (strada)   | 3h32'33" | Yohann Diniz                                                      | Francia                         | 15 agosto 2014    | Zurigo, Svizzera            |         |        |             |         |
| Staffetta 4×100 m       | 37"67 | Jeremiah Azu Zharnel Hughes Jona Efoloko Nethaneel Mitchell-Blake | Gran Bretagna Squadra nazionale | 21 agosto 2022    | Monaco, Germania            |         |        |             |         |
| Staffetta 4×400 m       | 2'58"22 | Paul Sanders Kriss Akabusi John Regis Roger Black                 | Regno Unito Squadra nazionale   | 1º settembre 1990 | Spalato, Jugoslavia         |         |        |             |         |
| 100 m (v.)              | Lungo (v.) | Peso                                                              | Alto                            | 400 m             | 110 m hs (v.)               | Disco   | Asta   | Giavellotto | 1500 m  |
| 10"26 (+2,0 m/s)        | 7,72 m (+1,0 m/s) | 15,73 m                                                           | 2,00 m                          | 47"02             | 14"04 (-0,3 m/s)            | 43,38 m | 5,10 m | 62,78 m     | 4'26"16 |

## Femminili
Statistiche aggiornate a Roma 2024.
| Specialità             | Prestazione | Atleta                                                     | Nazione                        | Data              | Luogo                       |         |
| ---------------------- | --- | ---------------------------------------------------------- | ------------------------------ | ----------------- | --------------------------- | ------- |
| 100 m piani            | 10"73 (+2,0 m/s) | Christine Arron                                            | Francia                        | 19 agosto 1998    | Budapest, Ungheria          |         |
| 200 m piani            | 21"71 (-0,8 m/s) | Heike Drechsler                                            | Germania Est                   | 29 agosto 1986    | Stoccarda, Germania Ovest   |         |
| 400 m piani            | 48"16 | Marita Koch                                                | Germania Est                   | 8 settembre 1982  | Atene, Grecia               |         |
| 800 m piani            | 1'55"41 | Ol'ga Mineeva                                              | Unione Sovietica               | 8 settembre 1982  | Atene, Grecia               |         |
| 1 500 m piani          | 3'56"91 | Tat'jana Tomašova                                          | Russia                         | 13 agosto 2006    | Göteborg, Svezia            |         |
| 3 000 m piani          | 8'30"28 | Svetlana Ul'masova                                         | Unione Sovietica               | 9 settembre 1982  | Atene, Grecia               |         |
| 5 000 m piani          | 14'35"29 | Nadia Battocletti                                          | Italia                         | 7 giugno 2024     | Roma, Italia                |         |
| 10 000 m piani         | 30'01"09 | Paula Radcliffe                                            | Regno Unito                    | 6 agosto 2002     | Monaco di Baviera, Germania |         |
| Mezza maratona         | 1h08'09" | Karoline Bjerkeli Grøvdal                                  | Norvegia                       | 9 giugno 2024     | Roma, Italia                |         |
| Maratona               | 2h25'14" | Christelle Daunay                                          | Francia                        | 16 agosto 2014    | Zurigo, Svizzera            |         |
| 3 000 m siepi          | 9'11"31 | Luiza Gega                                                 | Albania                        | 20 agosto 2022    | Monaco, Germania            |         |
| 80 m ostacoli          | 10"6(m) | Teresa Ciepły                                              | Polonia                        | 1962              | Belgrado, Jugoslavia        |         |
| 100 m ostacoli         | 12"31 | Cyréna Samba-Mayela                                        | Francia                        | 8 giugno 2024     | Roma, Italia                |         |
| 400 m ostacoli         | 52"49 | Femke Bol                                                  | Paesi Bassi                    | 11 giugno 2024    | Roma, Italia                |         |
| Salto in alto          | 2,03 m | Tia Hellebaut                                              | Belgio                         | 11 agosto 2006    | Göteborg, Svezia            |         |
| Salto in alto          | 2,03 m | Venelina Veneva                                            | Bulgaria                       | 11 agosto 2006    | Göteborg, Svezia            |         |
| Salto in alto          | 2,03 m | Blanka Vlašić                                              | Croazia                        | 1º agosto 2010    | Barcellona, Spagna          |         |
| Salto con l'asta       | 4,85 m | Aikaterinī Stefanidī                                       | Grecia                         | 9 agosto 2018     | Berlino, Germania           |         |
| Salto con l'asta       | 4,85 m | Wilma Murto                                                | Finlandia                      | 17 agosto 2022    | Monaco, Germania            |         |
| Salto in lungo         | 7,30 m (+0,6 m/s) | Heike Drechsler                                            | Germania Est                   | 28 agosto 1990    | Spalato, Jugoslavia         |         |
| Salto triplo           | 15,15 m (+1,4 m/s) | Tat'jana Lebedeva                                          | Russia                         | 9 agosto 2006     | Göteborg, Svezia            |         |
| Getto del peso         | 21,69 m | Vita Pavlyš                                                | Ucraina                        | 20 agosto 1998    | Budapest, Ungheria          |         |
| Lancio del disco       | 71,36 m | Diana Gansky                                               | Germania Est                   | 28 agosto 1986    | Stoccarda, Germania Ovest   |         |
| Lancio del martello    | 78,94 m | Anita Włodarczyk                                           | Polonia                        | 12 agosto 2018    | Berlino, Germania           |         |
| Lancio del giavellotto | 67,90 m | Christin Hussong                                           | Germania                       | 10 agosto 2018    | Berlino, Germania           |         |
| Lancio del giavellotto | 77,44 m | Fatima Whitbread                                           | Regno Unito                    | 28 agosto 1986    | Stoccarda, Germania Ovest   |         |
| Pentathlon             | 5 299 punti | Heide Rosendahl                                            | Germania Ovest                 | 1971              | Helsinki, Finlandia         |         |
| Eptathlon              | 6 823 punti | Jessica Ennis-Hill                                         | Regno Unito                    | 31 luglio 2010    | Barcellona, Spagna          |         |
| Eptathlon              | \| 100 m hs (v.) \| Alto \| Peso \| 200 m (v.) \| Lungo (v.) \| Giavellotto \| 800 m \| \| ---------------- \| ------ \| ------- \| ---------------- \| ----------------- \| ----------- \| ------- \| \| 12"95 (-1,0 m/s) \| 1,89 m \| 14,05 m \| 23"21 (-0,1 m/s) \| 6,43 m (+1,1 m/s) \| 46,71 m \| 2'10"18 \| |                                                            |                                |                   |                             |         |
| Marcia 10 km (strada)  | 42'37" | Sari Essayah                                               | Finlandia                      | 9 agosto 1994     | Helsinki, Finlandia         |         |
| Marcia 20 km (strada)  | 1h26'36" | María Pérez                                                | Spagna                         | 11 agosto 2018    | Berlino, Germania           |         |
| Marcia 50 km (strada)  | 4h09'21" | Inês Henriques                                             | Portogallo                     | 7 agosto 2018     | Berlino, Germania           |         |
| Staffetta 4×100 m      | 41"68 | Silke Möller Katrin Krabbe Kerstin Behrendt Sabine Günther | Germania Est Squadra nazionale | 1º settembre 1990 | Spalato, Jugoslavia         |         |
| Staffetta 4×400 m      | 3'16"87 | Kirsten Emmelmann Sabine Busch Petra Schersing Marita Koch | Germania Est Squadra nazionale | 31 agosto 1986    | Stoccarda, Germania Ovest   |         |
| 100 m hs (v.)          | Alto | Peso                                                       | 200 m (v.)                     | Lungo (v.)        | Giavellotto                 | 800 m   |
| 12"95 (-1,0 m/s)       | 1,89 m | 14,05 m                                                    | 23"21 (-0,1 m/s)               | 6,43 m (+1,1 m/s) | 46,71 m                     | 2'10"18 |

## Statistiche

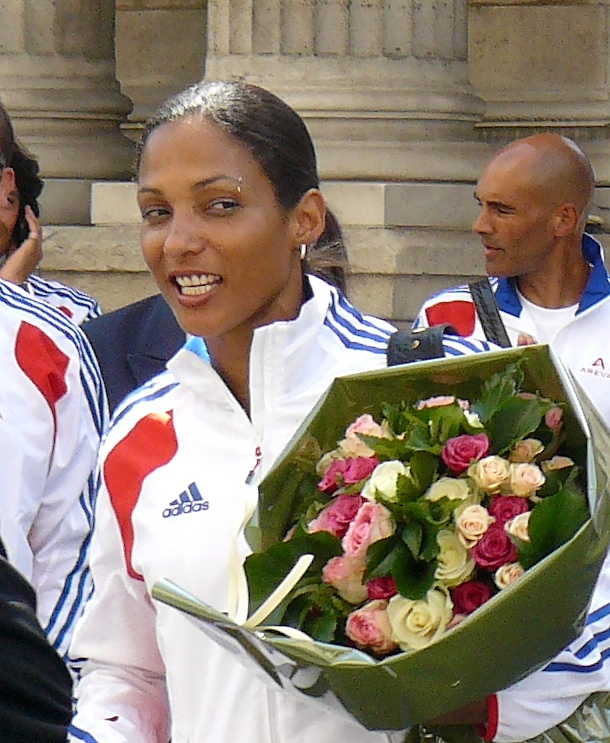
La francese Christine Arron detiene il record dei campionati dei 100 metri piani

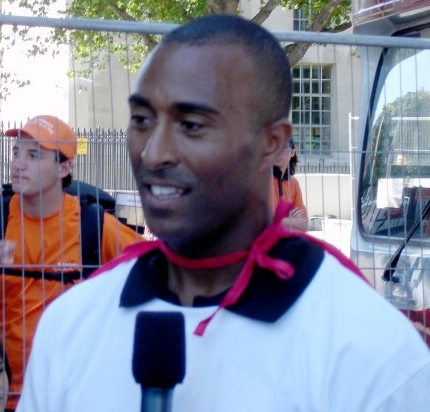
Il britannico Colin Jackson, detentore del primato sui 110 hs e vincitore di quattro ori ai campionati

| Edizione               | Record stabiliti |
| ---------------------- | ---------------- |
| Parigi 1938            | 19               |
| Vienna 1938            | 19               |
| Oslo 1946              | 11               |
| Bruxelles 1950         | 17               |
| Berna 1954             | 27               |
| Stoccolma 1958         | 31               |
| Belgrado 1962          | 25               |
| Budapest 1966          | ?                |
| Atene 1969             | ?                |
| Helsinki 1971          | ?                |
| Roma 1974              | ?                |
| Praga 1978             | ?                |
| Atene 1982             | ?                |
| Stoccarda 1986         | ?                |
| Spalato 1990           | ?                |
| Helsinki 1994          | ?                |
| Budapest 1998          | ?                |
| Monaco di Baviera 2002 | ?                |
| Göteborg 2006          | 10               |
| Barcellona 2010        | 8                |
| Helsinki 2012          | 0                |
| Zurigo 2014            | 3                |
| Amsterdam 2016         | 3                |
| Berlino 2018           | 10               |
| Monaco di Baviera 2022 | 10               |

| Nazione          | Maschili | Femminili | Totale |
| ---------------- | -------- | --------- | ------ |
| Regno Unito      | 9        | 2         | 11     |
| Germania Est     | 1        | 6         | 7      |
| Francia          | 2        | 2         | 4      |
| Russia           | 1        | 2         | 3      |
| Spagna           | 1        | 1         | 2      |
| Belgio           | 1        | 1         | 2      |
| Bulgaria         | 0        | 2         | 2      |
| Germania         | 1        | 1         | 2      |
| Paesi Bassi      | 0        | 2         | 2      |
| Portogallo       | 0        | 2         | 2      |
| Norvegia         | 2        | 0         | 2      |
| Svizzera         | 2        | 0         | 2      |
| Grecia           | 1        | 1         | 2      |
| Finlandia        | 1        | 1         | 2      |
| Unione Sovietica | 1        | 1         | 2      |
| Croazia          | 0        | 1         | 1      |
| Polonia          | 0        | 1         | 1      |
| Germania Ovest   | 1        | 0         | 1      |
| Italia           | 4        | 1         | 5      |
| Lituania         | 1        | 0         | 1      |
| Svezia           | 1        | 0         | 1      |
| Turchia          | 1        | 0         | 1      |
| Albania          | 0        | 1         | 1      |
| Ucraina          | 0        | 1         | 1      |